# Polyetylentereftalat
Polyetylentereftalat (forkortet PET) er et termoplastprodukt i polyesterfamilien.
Smeltepunktet ligger mellem 235-260 °C. Materialet er letgenbrugeligt, og det opnår højeste skala (1) for genbrugelighed. Polyetylentereftalat har genbrugskoden "PET".
PET er også kendt for sin store styrke og stivhed, kombineret med muligheden for gennemsigtige produkter, god slagfasthed og overfladehårdhed. PET har gode barriereegenskaber og vandpermeabiliteten er lille. De elektriske egenskaber er gode selv i høj fugtighed og temperatur.
Ulemperne med brug af PET er høj støbekrymp, og værktøjstemperaturen må være relativt høj. De kemiske egenskaber er også relativt moderate.
PET bruges blandt andet til elektriske kontakter, blæseformede kander, flasker (PET-flasker) til øl og sodavand, parfume, folie, fotografisk- og røntgenfilm, lyd- og billedbånd for at nævne nogle produkter.